# 長谷川明 (地方公務員)
長谷川 明（はせがわ あきら、1958年または1959年 - ）は、日本の地方公務員。東京都環境局長、同財務局長、同政策企画局長、東京都副知事等を歴任。

## 来歴・人物
秋田県秋田市出身。秋田県立秋田高等学校を経て、1982年（昭和57年）早稲田大学政治経済学部卒業、東京都庁入庁、財務局主計部長、2011年 (平成23年) 7月 都市整備局次長、知事本局次長を経て、2013年7月 環境局長。HEMSを中核に燃料電池等を活用したスマートハウスの導入に対し初期費用軽減を図るため、燃料電池や蓄電池等への補助制度を創設し、家庭のエネルギー利用の効率化と市場活性化を促した。
2015年4月 財務局長。在任時の投資的経費が17年ぶりに１兆円台となり、東京五輪の施設の整備や、耐震化などの防災対策、道路橋梁などの社会資本の老朽化対策などに充てた。2016年7月 政策企画局長。外国企業やベンチャー企業の開業をサポートする「東京開業ワンストップセンター」のサテライトセンターを渋谷にオープン。外国企業のビジネス展開や、東京での快適な生活を総合的に支援する「ビジネスコンシェルジュ東京」には、金融専門の窓口を新たに設置した。2017年10月 猪熊純子とともに東京都副知事就任。築地市場移転問題などに尽力し、2020年 (令和2年) 6月 退任。同月から都市づくり公社理事長。